# 普拉蘭區
普拉蘭區是聖盧西亞的11個區之一，位於該國東部，北鄰登內里區，東臨大西洋，南毗米庫區，西接卡斯特里區。普拉蘭區的行政中心為普拉蘭村，2014年併入米庫區。

## 聚居地
- 蒙勒波
- 普拉兰